# پیتر مارشال (بازیگر)
پیتر مارشال (انگلیسی: Peter Marshall؛ زادهٔ ۳۰ مارس ۱۹۲۶) یک هنرپیشه و مجری رادیو و تلویزیون اهل ایالات متحده آمریکا است.
از فیلم‌ها یا برنامه‌های تلویزیونی که وی در آن نقش داشته است می‌توان به اسلج همر!، سالگرد مبارک و خداحافظ، غار اشاره کرد.

## زندگی شخصی و مرگ
مارشال در روز شنبه ۱۹ اوت ۱۹۸۹ با همسر سوم خود، لوری استوارت، ازدواج کرد و از ازدواج‌های قبلی خود صاحب چهار فرزند و دو فرزند ناتنی شد. او خانه‌ای در صحرای پالم کالیفرنیا داشت. پسرش پیت بازیکن سابق لیگ برتر بیسبال است، وی نه سال را در تیم‌های شیکاگو کابز و کانزاس سیتی رویالز بازی کرد.
مارشال در ژانویه ۲۰۲۱ مبتلا به کووید-۱۹ شد و در فوریه همان‌ سال از بیمارستان مرخص شد، او در شرایطی که در یک  آسایشگاه به سر می‌برد،‌ تحت نظر یک پزشک جدید و مراقبت ۲۴ساعته و پرستاری و مراقبت در این خانه از ویروس جان سالم به در برد. دیوید لاکوک، پسر ۶۸ساله مارشال، در اوت ۲۰۲۱ بر اثر کووید-۱۹در هاوایی درگذشت.
مارشال در ۱۵ اوت ۲۰۲۴ در سن ۹۸سالگی بر اثر نارسایی کلیه در خانه خود در انسینو، لس آنجلس، کالیفرنیا درگذشت.